# Sten & Stanley önskefavoriter
Sten & Stanley önskefavoriter är ett samlingsalbum från 2004 av det svenska dansbandet Sten & Stanley. Idén till albumet var att samla gamla hitlåtar av bandet som tidigare inte funnits tillgängliga på CD. Den innehåller även två bonusspår, det för skivan nyskrivna låtarna "Många tusen mil" och "Din kärlek", skrivna av Ann Persson, Björn Alriksson och Jan-Erik Karlzon. 

## Låtlista
1. "En bild av dig"
2. "Blå var stjärnenatten"
3. "Många tusen mil"
4. "Högt uppe på berget"
5. "Din kärlek"
6. "Andante, Andante"
7. "Violetta"
8. "Du sa farväl"
9. "Försent ska syndar'n vakna"
10. "Tusen bitar"
11. "Nu längtar jag hem"
12. "Sugartime"
13. "Leka med elden"
14. "På en öde ö i havet"
15. "Tillsammans"
16. "Vildandens sång"
17. "Blad faller tyst som tårar"
18. "Minnen"
19. "Spara sista dansen"
20. "Leende guldbruna ögon" ("Beautiful, Beautiful Brown Eyes")

## Listplaceringar
| Lista (2004) | Topplacering |
| ------------ | ------------ |
| Sverige      | 59           |